# Number One (canção de Pharrell Williams)
"Number One" é uma canção do cantor e produtor estadunidense Pharrell Williams. A canção foi produzida pelo próprio interprete e escrita por ele juntamente com Kanye West, que também fez participação na faixa. A canção foi lançada como terceiro single do álbum In My Mind, de 2006.

## Lista de faixas e formatos
| CD Reino Unido |                                                         |         |  |
| N.º            | Título                                                  | Duração |  |
| 1.             | "Number One com Kanye West" (Versão explicita do álbum) | 4:03    |  |
| 2.             | "Swagger International"                                 |         |  |
| 3.             | "Raspy"                                                 |         |  |
| 4.             | "Number One com Kanye West" (Versão do vídeo)           | 4:03    |  |

| Vinil Reino Unido |                                                         |         |  |
| N.º               | Título                                                  | Duração |  |
| 1.                | "Number One com Kanye West" (Versão explicita do álbum) | 4:03    |  |
| 2.                | "Raspy"                                                 |         |  |

| Vinil Reino Unido |                                                 |         |  |
| N.º               | Título                                          | Duração |  |
| 1.                | "Number One com Kanye West" (Versão das radios) | 4:03    |  |

## Desempenho nas paradas
| Paradas (2006)                                | Melhor posição |
| --------------------------------------------- | -------------- |
| Bélgica (Ultratip Bubbling Under de Flandres) | 8              |
| Estados Unidos (Billboard Hot 100)            | 57             |
| Estados Unidos (Billboard R&B/Hip-Hop Songs)  | 40             |
| Reino Unido (UK Singles Chart)                | 31             |
| Reino Unido (UK R&B Chart)                    | 10             |